# Nowice (Baja Silesia)
Nowice (alemán: Arnsdorf) es una localidad del distrito de Świdnica, en el voivodato de Baja Silesia (Polonia). Se encuentra en el suroeste del país, dentro del término municipal de Jaworzyna Śląska, a unos 3 km al este de la localidad homónima y sede del gobierno municipal, a unos 9 al norte de Świdnica, la capital del distrito, y a unos 47 al suroeste de Breslavia, la capital del voivodato. Nowice perteneció a Alemania hasta 1945.
- Datos: Q7066696

1. ↑  Worldpostalcodes.org,código postal n.º 58-140.